# Joaquín Pérez Azaústre
Joaquín Pérez Azaústre (Córdoba, 3 de julio de 1976) es novelista, podcaster, conferenciante y poeta. Autor de novelas como El querido hermano (2023, Galaxia Gutenberg), columnista en Publishers Weekly en español, presidente de la sección de Literatura del Ateneo de Madrid y creador del podcast No eran molinos. Clásicos de la Literatura Española en Radio Nacional de España], reconocido en 2024 con el Premio Nacional de Fomento de la Lectura.

## Biografía
Joaquín Pérez Azaústre nació en Córdoba el 3 de julio de 1976, hijo de Joaquín Pérez Amaro, abogado y de María del Consuelo Azaústre Serrano, maestra. Cursó estudios en el Colegio Bética-Mudarra, en la Universidad de Córdoba y en la Universidad Complutense de Madrid, donde se licenció en Derecho. Desde 1994, comenzó a publicar artículos de opinión en el Diario Córdoba. En 1998 publicó la novela corta El cuaderno naranja.
En 1998 se trasladó a Madrid, al Colegio Mayor Fundación Empresa Pública (actual Sociedad Estatal de Participaciones Industriales), donde coincidió con el poeta y traductor José Luis Rey.
Durante los cursos 2000-2001 y 2001-2002 obtuvo una beca de creación en la Residencia de Estudiantes, otorgada por el Ayuntamiento de Madrid. En sus primeros meses como residente ganó el Premio Adonáis con su libro de poemas Una interpretación y, en 2001, publicó el libro de relatos Carta a Isadora (Ediciones B, 2001), con una buena recepción crítica.
En 2002, comenzó a colaborar en artículos de opinión en La Razón y El Día de Córdoba, donde mantuvo su columna diaria hasta 2012.
Desde entonces ha impartido conferencias y participado en mesas redondas sobre fomento de la lectura, creación literaria y cine, en foros diversos: desde centros educativos, cárceles, ferias del libro, congresos e instituciones, de España como en México, Colombia, Brasil, Cuba, Costa Rica, Francia, Marruecos o Argelia.
En 2003 coordinó la antología En pie de paz. Escritores contra la guerra (Plurabelle) y recibió el Premio Meridiana del Instituto Andaluz de la Mujer por su defensa de la igualdad entre géneros en los medios de comunicación.
En 2004 publicó su libro de poemas Delta (Visor), galardonado con un accésit del Premio Jaime Gil de Biedma y Reloj de sol (Diputación Provincial de Córdoba), una recopilación de sus artículos periodísticos, con prólogo de Luis Mateo Díez.
Envió el borrador de su primera novela a Pere Gimferrer, a quien posteriormente reconocerá como uno de sus maestros. El resultado fue la publicación de América (2004, Seix Barral), ambientada en la edad del Jazz, en la que un autor apócrifo de la generación perdida, Robert Felton, narra sus andanzas al lado de Francis Scott Fitzgerald y Ernest Hemingway, entre el Nueva York y el París de entreguerras. Le siguió El gran Felton (Seix Barral), una ficción metaliteraria que traslada el ambiente de los felices años veinte a las calles del Madrid de finales de los 90. Ese mismo año recibió el Premio Loewe a la joven creación por su libro de poemas El jersey rojo (Visor) y publica sus libros de ensayo Lucena sefardita. La ciudad de los poetas (Fundación José Manuel Lara), y El corresponsal de Boston. Artículos de cine y literatura (Berenice), que incluye las colaboraciones periodísticas de Robert Felton. En 2007 aparició El precio de una cena en Chez Mourice. Poesía completa de Robert Felton (Algaida, II Certamen de Poesía Vicente Presa), con el que da por concluido, hasta la fecha, el Ciclo Felton.
En 2007, José Manuel Caballero Bonald le confió la reedición, con un largo ensayo como epílogo, de su libro Descrédito del héroe. El resultado es After-Hour. Una lectura de Descrédito del héroe, de José Manuel Caballero Bonald (Bartleby Editores)
Junto al cantautor sevillano Manuel Cuesta formó en 2007 el dúo Dingo Bar, con el que llegó a dar varios conciertos en la sala Búho Real de Madrid.
En 2008 obtuvo el IX Premio Fundación Unicaja Fernando Quiñones por su novela La suite de Manolete, un thriller ambientado al final de la movida madrileña en el que se cruza una biografía del torero cordobés con el enigma de Juana García Noreña, Premio Adonáis de 1950 por su poemario Dama de soledad, atribuido a José García Nieto, y la posibilidad de la existencia de un doble de Manolete: una temática, la del doble, ya presente en sus anteriores novelas.
En 2010 es distinguido con el XXIII Premio Internacional de Poesía Fundación Loewe por su libro Las Ollerías (Visor), que supone su consagración crítica, con un jurado integrado por poetas como Pablo García Baena, José Manuel Caballero Bonald, Luis Antonio de Villena, Jaime Siles o Antonio Colinas. Con Las Ollerías da por concluido su viaje poético sobre la identidad, comenzado diez años antes con Una interpretación. En palabras del autor, "Las Ollerías es una avenida de Córdoba, transformada en un espacio simbólico de la memoria: un territorio en el que es posible la reconstrucción personal a través del poema, convertido en una fortaleza del ser".
En 2011 se trasladó a Bruselas, desde donde escribía artículos para Diario Abierto y las revistas Letra Internacional y Mercurio.
En 2012 publicó Los nadadores -"Una novela autosuficiente", según José Manuel Caballero Bonald-, en la que se inspirará el cantautor madrileño Ismael Serrano para componer su canción Yo era un tipo solitario]. Esta novela fue recibida por la crítica como su propuesta narrativa más ambiciosa, en la que el rito de la natación simboliza la soledad del hombre contemporáneo. Fue traducida al inglés (The swimmers, Frisch & Co.), al francés (Un nageur dans la ville, Seuil) y al italiano (I nuotatori, Codice Edizioni).
En 2012 y 2013 dirigió el festival Cosmopoética. Poetas del mundo en Córdoba (Premio Nacional al Fomento de la Lectura). En su primera edición, reunió a los miembros de la histórica antología Nueve novísimos poetas españoles de Josep Maria Castellet, junto a los demás poetas novísimos: Pere Gimferrer, Antonio Colinas, Guillermo Carnero, Leopoldo María Panero, José María Álvarez, Jaime Siles, Luis Antonio de Villena, Luis Alberto de Cuenca, Marcos Ricardo Barnatán o Antonio Carvajal, junto a algunos de sus principales estudiosos, como Juan José Lanz y Túa Blesa.
En 2013 publicó Vida y leyenda del jinete eléctrico (Visor), un poema largo, dividido en fragmentos, con la filmografía de Robert Redford y una revisión de los mitos homéricos como hilos conductores. Galardonado con el XXIII Premio Jaime Gil de Biedma (Visor) y con una gran recepción crítica. En palabras de Pere Gimferrer, "Es un único poema, escrito sin puntuación y sin mayúsculas, cuyo título hace alusión a la película El jinete eléctrico, rodada por Sydney Pollack en 1979 y protagonizada por Robert Redford y Jane Fonda. Se trata de una obra unitaria de gran novedad y pocos precedentes en la poesía española". En 2018, el cantautor Alberto Ballesteros se inspiró en este libro para su disco La canción del jinete eléctrico].
En 2013 se trasladó de Bruselas a Argel, donde residió cinco años. A lo largo de 2013 fue columnista en El País de Andalucía, vuelve a escribir artículos para Diario Córdoba y comenzó la coordinación del concurso semanal Cuenta 140 en la web de El Cultural, que mantuvo hasta 2023.
En 2015, durante su participación en la Feria del Libro de San José de Costa Rica, publicó su antología de narrativa Ser lobo y otras narraciones (Perro Azul), con prólogo de Alfredo Trejos.
Durante 2016 publicó la novela Corazones en la oscuridad (Anagrama) y la antología de su poesía Ella estaba detrás del laberinto (Mueve tu Lengua), con prólogo de Ismael Serrano.
En 2017 publica su libro Poemas para ser leídos en un centro comercial (Colección Vandalia, Fundación José Manuel Lara)
En 2018 obtiene la Beca Leonardo del Siglo XXI] de la Fundación BBVA y regresa a Madrid. Colabora habitualmente en el suplemento La Esfera de Papel del diario El Mundo, donde escribe tribunas de opinión que compagina con sus artículos en la revista Crítica. Comienza su labor como director y profesor de TFM en el Máster de Creación Literaria de Grupo Planeta y la Universidad Internacional de Valencia.
En febrero de 2019 publica en Costa Rica su antología de poesía Que me entierren en París y otros poemas Perro Azul, con prólogo de Dennis Ávila.
Durante julio de 2019 dirigió el curso de verano Poesía fuera de sitio: nuevas formas de comunicación lírica de la Universidad Complutense en San Lorenzo de El Escorial y fue profesor en la Escuela de Verano para Escritores Noveles de la Junta de Andalucía.
En febrero de 2020, justo antes de la Pandemia de COVID-19, publicó su novela Atocha 55 (premio Albert Jovell), sobre la matanza de los abogados laboralistas en la calle Atocha en 1977. Comienza así un ciclo de novelas que la crítica ha calificado como episodios nacionales de la historia reciente -"El ciclo de Azaústre es comparable con el de Martínez de Pisón y, en cierto modo, Chirbes" (Recaredo Veredas, Zenda).
Le siguió la novela La larga noche, 2022 Premio Jaén de novela, en la que aborda, con un formato narrativo de plano secuencia, la última madrugada del torero cordobés Manuel Rodríguez Sánchez, Manolete, desde la cogida hasta su muerte, con el trasfondo de la posguerra.
En 2023 publicó la tercera de las novelas de ciclo historicista: El querido hermano, sobre el viaje de Manuel Machado en febrero de 1939, de Burgos a Collioure, para despedirse de su hermano, el también poeta Antonio Machado, cuando tiene noticia de su muerte, por la que recibió la beca Leonardo del Siglo XXI] de la Fundación BBVA, fue Premio Málaga de Novela, novela del año de la revista Publishers Weekly en español, premio Cuadernos del Sur y Premio Andalucía de la Crítica en la edición de 2024. El 22 de febrero de 2024, 75 aniversario de la muerte de Antonio Machado, publica una Tercera en ABC titulada Hermanos en el tiempo, en la que defiende la tesis de la novela y el cariño entre los dos hermanos por encima de enfrentamientos ideológicos.El querido hermano.
En 2021, con motivo del 20 aniversario del Premio Adonáis, la editorial Esdrújula reeditó Una interpretación, en una edición especial con prólogo Pere Gimferrer y epílogos Raquel Lanseros y Ana Castro.
En 2021 y 2023 publicó, respectivamente, dos antologías de su obra poética: La vida es una mala escritora de guiones. Mis poemas de cine (Colección El Orden del Mundo, Ayuntamiento de Lucena) y Mujer tendida de espaldas (Colección El Reino Blanco, Ayuntamiento de Rute).
Desde 2022 es director y guionista del podcast de Radio Nacional de España Clásicos de la Literatura Española, por el que recibió en 2024 el Premio Nacional de Fomento de la Lectura del Ministerio de Cultura.
En 2023 inició su colaboración en la revista Publishers Weekly en español y compagina su labor como escritor, podcaster y conferenciante con sus funciones como presidente de la sección de Literatura del Ateneo de Madrid.

## Obra

### Narrativa
- El cuaderno naranja (Ediciones Osuna, 1998). 114 páginas, ISBN 84-89717-14-1.
- Carta a Isadora (Barcelona, Ediciones B, 2001). 192 páginas, ISBN 84-406-9819-4., por el que obtuvo el Premio Andalucía Joven del Instituto Andaluz de la Juventud.
- América (Seix Barral, 2004). 304 páginas, ISBN 84-322-1188-5.
- El gran Felton (Seix Barral, 2006). 448 páginas, ISBN 84-322-1214-8.
- La suite de Manolete (IX Premio Fundación Unicaja Fernando Quiñones (Madrid, Alianza Editorial, 2008). 412 páginas, ISBN 84-206-4744-9.
- Los nadadores ((Barcelona, Anagrama, 2012). 248 páginas, ISBN 9788433972422.
- Ser lobo y otras narraciones (Perro Azul, Costa Rica. Prólogo de Alfredo Trejos).  2015. 197 páginas, ISBN 978-9930-9553-3-8.
- Corazones en la oscuridad ((Barcelona, Anagrama, 2016). 280 páginas, ISBN 978-84-339-9807-1.
- Atocha 55 (Madrid, Almuzara, 2020, Premio Albert Jovell). 240 páginas, ISBN 9788417954802.
- La larga noche (Madrid, Almuzara, 2022, Premio Jaén de novela). 224 páginas, ISBN 978-84-11312-52-3.[33]
- El querido hermano (Barcelona, Galaxia Gutenberg, 2023, Premio Málaga de Novela). 264 páginas, ISBN 9788419392756.[34]

### Poesía
- Una interpretación (Premio Adonáis 2000, Rialp, 2001). 64 páginas, ISBN 84-321-3332-9.
- Delta (accésit del XV [Premio Jaime Gil de Biedma, Visor, 2004). 70 páginas, ISBN 84-7522-568-3.
- El jersey rojo (XVIII Premio Internacional de Poesía Fundación Loewe de Creación Joven, Visor, 2006). 78 páginas, ISBN 84-7522-773-2.[35]
- El precio de una cena en Chez Mourice (II Certamen de Poesía Vicente Presa; Madrid, Editorial Algaida, 2007. 78 páginas, ISBN 978-84-7647-790-8.
- Las Ollerías, XXIII (Premio Internacional de Poesía Fundación Loewe, Visor, 2011). ISBN 9788498957761
- Vida y leyenda del jinete eléctrico, (XXIII Premio de Poesía Jaime Gil de Biedma, Visor, 2013). ISBN 9788498958508
- Poemas para ser leídos en un centro comercial, (Colección Vandalia, Fundación José Manuel Lara), 2017. ISBN 9788415673675.
- Una interpretación. Edición especial 20 años después (Premio Adonáis 2000, Ediciones Esdrújula, 2021. Prólogo Pere Gimferrer. Epílogos Raquel Lanseros y Ana Castro). 64 páginas. ISBN 978-84-123813-9-9

### Premios
- Premio Adonáis 2000.
- Premio Andalucía Joven del Instituto Andaluz de la Juventud 2001.
- Premio Internacional de Poesía Fundación Loewe de Creación Joven 2006.
- Premio de Poesía Vicente Presa 2007.
- Premio Fundación Unicaja Fernando Quiñones de Novela 2007.
- Premio Internacional de Poesía Fundación Loewe 2010.
- Premio de Poesía Jaime Gil de Biedma 2013.
- Premio Albert Jovell de Novela 2019.
- Premio Jaén de novela 2022.
- Premio Málaga de Novela 2022.
- Premio Cuadernos del Sur 2023.
- Premio Andalucía de la Crítica 2024.
- Premio Nacional de Fomento de la Lectura 2024.

### Ensayos y recopilaciones de artículos
- Reloj de sol. (Prólogo de Luis Mateo Díez. (Diputación Provincial de Córdoba, 2004, Artículos).
- Lucena sefardita. La ciudad de los poetas (Fundación José Manuel Lara, 2005). 212 páginas, ISBN 84-96556-09-3.
- El corresponsal de Boston (Artículos de cine y literatura, Berenice, 2006) 128 páginas, ISBN 84-934881-1-9.
- After-Hour. Una lectura de Descrédito del héroe, de José Manuel Caballero Bonald (Bartleby Editores, 2007). 120 páginas, ISBN 978-84-95408-68-6.
- La chica del calendario (Ediciones de la Librería Cálamo, Zaragoza, 2008). 59 páginas, ISBN 978-84-936366-8-5.

### Antologías poéticas
- Anatomía poética. Antología, (Ediciones del Festival Internacional de Poesía de Costa Rica, 2011).
- Ella estaba detrás del laberinto. Antología, (Mueve tu Lengua. Prólogo de Ismael Serrano, 2016). 168 páginas. ISBN 9788494398988
- Que me entierren en París y otros poemas, (Perro Azul. Costa Rica. Prólogo de Dennis Ávila. 2019). 168 páginas. ISBN 978-9930-572-02-31
- La vida es una mala escritora de guiones. Mis poemas de cine. Antología. (Colección El Orden del Mundo. Ayuntamiento de Lucena2016). 92 páginas. ISBN 978-84-96661-21-9
- Mujer tendida de espaldas. Antología. (Colección El Reino Blanco (Ayuntamiento de Rute). 2023). 68 páginas. ISBN 978-84-09-46999-4

### Antologías poéticas donde aparece
- La flama en el espejo (ed. Rogelio Guedea; México, 2001).
- Veinticinco poetas españoles jóvenes (Ariadna G. García, Guillermo López Gallego y Álvaro Tato, coords.; Madrid, Hiperión, 2003). 480 páginas, ISBN 84-7517-778-6.
- Edad presente: poesía cordobesa para el siglo XXI (ed. Javier Lostalé, Fundación José Manuel Lara, 2003). 272 páginas, ISBN 84-96152-09-X.
- En pie de paz. Escritores contra la guerra (Plurabelle, 2003). 95 páginas, ISBN 84-932945-5-1.
- Andalucía poesía joven (ed. Guillermo Ruiz Villagordo, Plurabelle, 2004). 256 páginas, ISBN 84-933871-0-X.
- Sexta Antología de Adonais (Ediciones Rialp, 2004). 151 páginas, ISBN 84-321-3523-2.
- Los senderos y el bosque (ed. Luis Antonio de Villena, Visor, 2008). 328 páginas, ISBN 978-84-7522-678-1.
- Por dónde camina la poesía española. Revista Letra internacional 98. Número 98. Primavera del 2008. Fundación Pablo Iglesias, ISSN 0213-4721
- Lo que ha quedado del naranjo. Palestina en el corazón. (ed. Jesús Aguado; Diputación Provincial de Málaga, 2009) 176 páginas, ISBN 978-84-7785-830-0.
- Terreno fértil. (ed. Eduardo Chivite y Antonio Barquero. Ilustraciones de Pilar Roca, Cangrejo Pistolero Ediciones, 2010). 200 páginas, ISBN 978-84-937578-4-7.
- La inteligencia y el hacha. Un panorama de la Generación poética de 2000 (ed. Luis Antonio de Villena, Visor, 2010). 530 páginas, ISBN 978-84-9895-747-1.

### Antologías de narrativa donde se le incluye
- Pequeñas resistencias. Nuevo cuento español (ed. Andrés Neuman, Páginas de espuma, 2002). 512 páginas, ISBN 84-95642-16-6.
- Macondo boca arriba. Antología de narrativa andaluza actual (1948-1978) (ed. Fernando Iwasaki; Universidad Nacional Autónoma de México, 2006). 399 páginas, ISBN 970-32-3948-X.
- Artículos de Larra (451 Editores, 2008). 127 páginas, ISBN 978-84-96822-12-2.